# NGC 514
NGC 514 es una galaxia espiral barrada de la constelación de Piscis. 
Fue descubierta el 16 de octubre de 1784 por el astrónomo William Herschel.